# 陆叙生
陆叙生（1931年11月—2009年1月31日），男，江苏沙洲人，中华人民共和国政治人物，曾任中华人民共和国冶金工业部副部长、物资部副部长，第八届全国政协委员。